# Геологія Португалії
Геологічна будова Португалії. 
Більша частина території Португалії розташована в межах так званої Іберійської Месети, що представляє виступ герцинської складчастої області Центральної і Західної Європи, в основі розрізу якої залягають гірські породи пізнього кембрію — метаморфічні сланці і гнейси з прошарками мармурів, кварцитів і ефузивів. Вище залягають нижньо- і середньопалеозойські (до середнього карбону включно) утворення, переважно теригенні (з участю вулканітів). Вони зім'яті в складки і прорвані інтрузіями гранітоїдів верхнього палеозою. Вздовж західного і південного узбережжя Португалії простягається смуга слабкодислокованих мезозой-кайнозойських порід. Тут же відомі кільцеві інтрузії лужних порід кінця крейди початку палеогену. 
З карбонатними породами докембрію асоціюють пластові родовища руд заліза осадово-вулканогенного генезису, а також родовища руд марганцю. З інтрузивними масивами тоналітового ряду пов'язані утворення скарнових родовищ залізних руд. Максимальна інтенсивність зруденіння відмічається в гірських породах пізнього карбону — ранньої пермі. Завершальні фази становлення інтрузії представлені малими тілами гранітів і граніт-порфірів, з якими асоціює олово-вольфрамова мінералізація. До цих же районів тяжіють і родовища уранових руд епітермального типу, пов'язані з жилами халцедоновидного кварцу, проте їх утворення зумовлене альпійським орогенезом. Руди локалізуються в зонах дроблення. До альпійського віку на території Португалії належать також поліметалічні родовища і деякі рудопрояви стибію і бариту. Ці родовища приурочені звичайно до зон молодих розломів в гранітах і докембрійських метаморфічних сланцях.
В кінці XX ст. в Португалії для охорони живописних виходів ордовикських порід, насичених викопною фауною створюється природний геологічний парк Валонго. Тут же розташовуються сліди древніх розробок жильних Au-Sb родовищ. Парк матиме велике наукове і навчально-просвітницьке значення.